# Legia Warszawa
Legia Warszawa är en sportklubb från Polens huvudstad Warszawa. Klubben är mest känd för sitt fotbollslag, men har aktivitet inom många idrotter. Förutom fotbollen har den också framgångsrika lag i ishockey, basketboll och volleyboll. Fotbollslaget spelar i Polens högsta liga, kallad Ekstraklasa.

## Historia
Klubben grundades 1916 på östfronten i den ukrainska byn Kostyukhnivka under första världskriget av polska legionärer som tillhörde Österrike-Ungerns militär. Under Brusilovoffensiven och den efterföljande reträtten bröt sig fotbollsklubben loss från armén och startade upp verksamheten i Warszawa. Laget hette till en början WKS Warszawa, vilket stod för Wojskowy klub sportowy (Militära sportklubben) men kallades för legionärerna. Genom en sammanslagning 1922 med den lokala klubben Korona antogs namnet Legia Warszawa. Klubben har under sin historia fått mycket stöd från den polska militären. 
Under den polska folkrepublikens tid kopplades klubben helt samman och styrdes av militären. Spelare som presterade bra i andra klubbar blev inkallade för militärtjänst och kunde då välja att spela i Legia Warszawa med ett lukrativt kontakt istället för att utsättas för flera års militärtjänstgöring, ett val som många kände sig tvungna att acceptera. Därmed skapades det mycket rivalitet gentemot Legia från andra supportrar som såg sina bästa spelare försvinna till Legia. Andra klubbar hade kopplingar till andra tjänster som milisen eller det statliga järnvägsbolaget men ingen hade möjligheten till de tvingande metoder som Legia kunde använda sig av. Trots möjligheten till att få många bra spelare att spela i klubben kom inte Legia att dominera polsk fotboll under kommunismens tid i Polen utan det kom att bli klubbarna som stöddes av de rika gruvbolagen som det gick bäst för under denna tid.
Efter kommunismens fall i Polen kom Legia att få det svårt att anpassa sig till den nya tidens affärer. Klubben pendlade länge mellan toppen och mitten, med några vunna mästerskap under mitten av 90-talet och början av 2000-talet. Det var först efter att Legias stadion byggdes ut och publiken började komma i stora skaror samt att investerare började få in mer pengar i klubben som Legia under 2010-talet började dominera polsk fotboll genom att vinna sex mästerskap på 10 år och lika många cupvinster på lika många år. De år som Legia inte har vunnit har klubben varit nära och kan idag, tillsammans med huvudrivalen Lech Poznan, anses vara de dominerande klubbarna i polsk klubblagsfotboll. 

## Meriter (vinster)
- Ekstraklasa (15): 1955, 1956, 1969, 1970, 1994, 1995, 2002, 2006, 2013, 2014, 2016, 2017, 2018, 2020, 2021
- Polska Cupen (Puchar Polski) (20): 1955, 1956, 1964, 1966, 1973, 1980, 1981, 1989, 1990, 1994, 1995, 1997, 2008, 2011, 2012, 2013, 2015, 2016, 2018, 2023
- Polska Supercupen (Superpuchar Polski) (4): 1989, 1994, 1997, 2008
- Polska ligacupen (Puchar Ligi Polskiej) (1): 2002

## Polska Arméns Stadion
Legia Warszawas stadion byggdes för första gången 1930 och var en gåva från dåvarande marskalk Józef Pilsudski. Samme man var befälhavare för trupperna på östfronten som skapade klubben 1916 men var då 1930 det nyupprättade Polens statsöverhuvud. Arenan genomgick uppgraderingar över tid bland annat efter andra världskriget då den skadades svårt. 2011 var en total omrenovering av arenan klar där inget från den gamla finns kvar. Därmed har arenan idag en modern standard och har kapacitet för 31 800 åskådare, dock brukar säkerhetsavspärrningar vid matcher leda till att det möjliga antalet åskådare snarare rör sig om knappt 31 000.

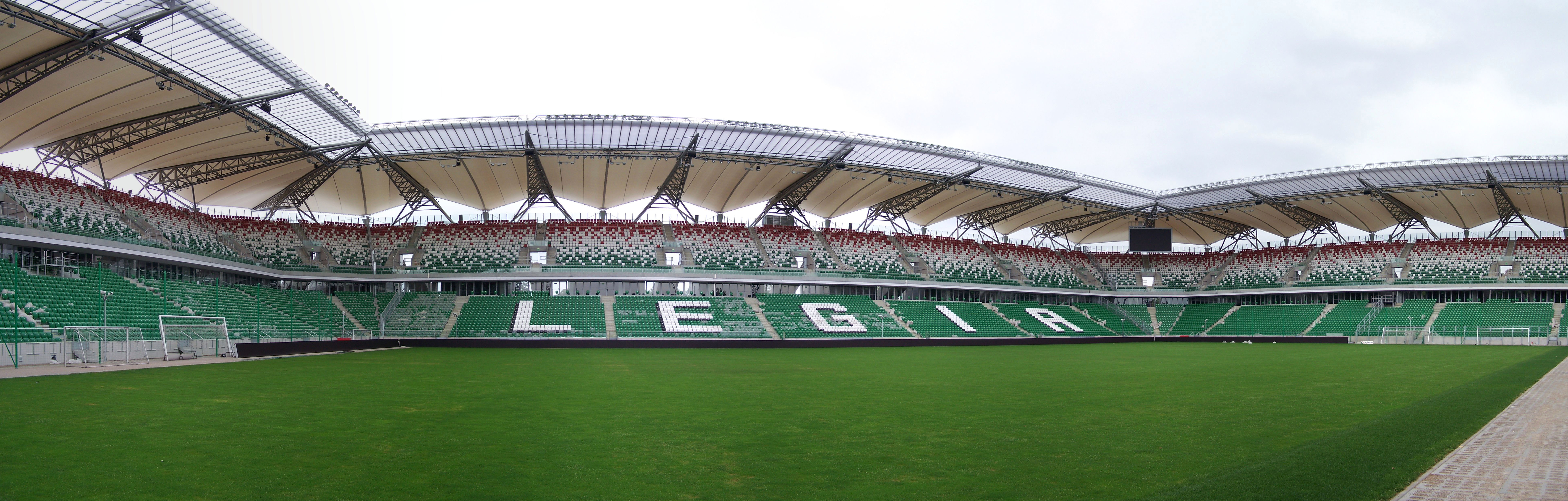
Polska Arméns Stadion

## Spelare

### Nuvarande trupp

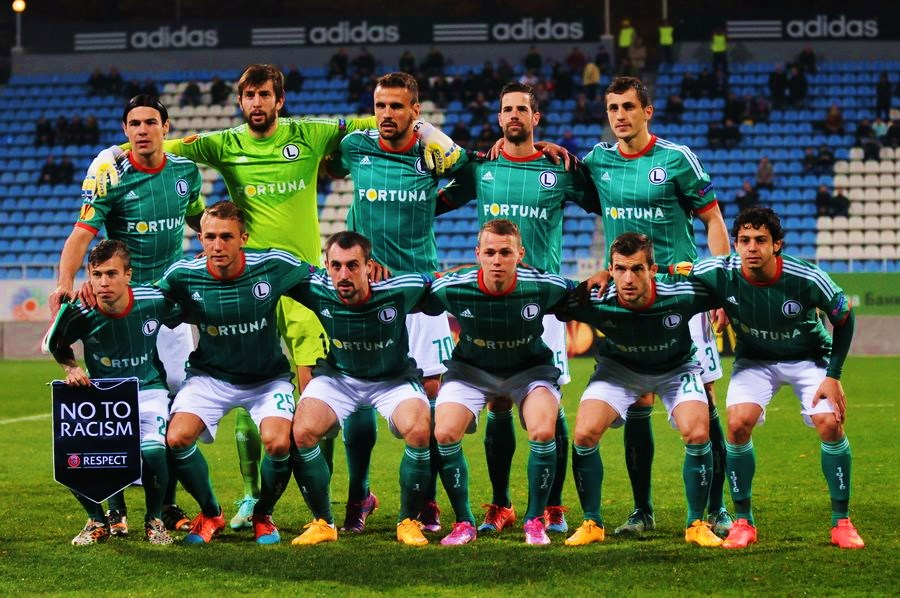
Legia Warszawa - 2014

| Nr | Land      | Pos | Namn                                 |
| -- | --------- | --- | ------------------------------------ |
| 1  | Polen     | MV  | Kacper Tobiasz                       |
| 3  | Frankrike | F   | Steve Kapuadi                        |
| 4  | Schweiz   | F   | Marco Burch                          |
| 5  | Portugal  | MF  | Claude Gonçalves                     |
| 6  | Polen     | MF  | Maxi Oyedele                         |
| 7  | Tjeckien  | A   | Tomáš Pekhart                        |
| 8  | Polen     | MF  | Rafał Augustyniak                    |
| 11 | Polen     | MF  | Kacper Chodyna                       |
| 12 | Serbien   | F   | Radovan Pankov                       |
| 13 | Polen     | MF  | Paweł Wszołek                        |
| 17 | Frankrike | A   | Migouel Alfarela                     |
| 19 | Portugal  | F   | Rúben Vinagre (på lån från Sporting) |
| 20 | Polen     | A   | Jakub Żewłakow                       |
| 21 | Albanien  | MF  | Jurgen Çelhaka                       |
| 22 | Colombia  | MF  | Juergen Elitim                       |
| 23 | Polen     | MF  | Patryk Kun                           |

| Nr | Land      | Pos | Namn                                         |
| -- | --------- | --- | -------------------------------------------- |
| 24 | Polen     | F   | Jan Ziółkowski                               |
| 25 | Japan     | F   | Ryoya Morishita (på lån från Nagoya Grampus) |
| 27 | Polen     | MV  | Gabriel Kobylak                              |
| 28 | Spanien   | A   | Marc Gual                                    |
| 31 | Polen     | MV  | Marcel Mendes-Dudziński                      |
| 42 | Spanien   | F   | Sergio Barcia                                |
| 53 | Polen     | MF  | Wojciech Urbański                            |
| 55 | Polen     | F   | Artur Jędrzejczyk                            |
| 56 | Polen     | F   | Jan Leszczyński                              |
| 67 | Polen     | MF  | Bartosz Kapustka                             |
| 71 | Polen     | MF  | Mateusz Szczepaniak                          |
| 77 | Kamerun   | A   | Jean-Pierre Nsame (på lån från Como)         |
| 80 | Polen     | MF  | Jakub Adkonis                                |
| 82 | Brasilien | MF  | Luquinhas (på lån från Fortaleza)            |
| 99 | Polen     | A   | Jordan Majchrzak                             |

### Kända spelare

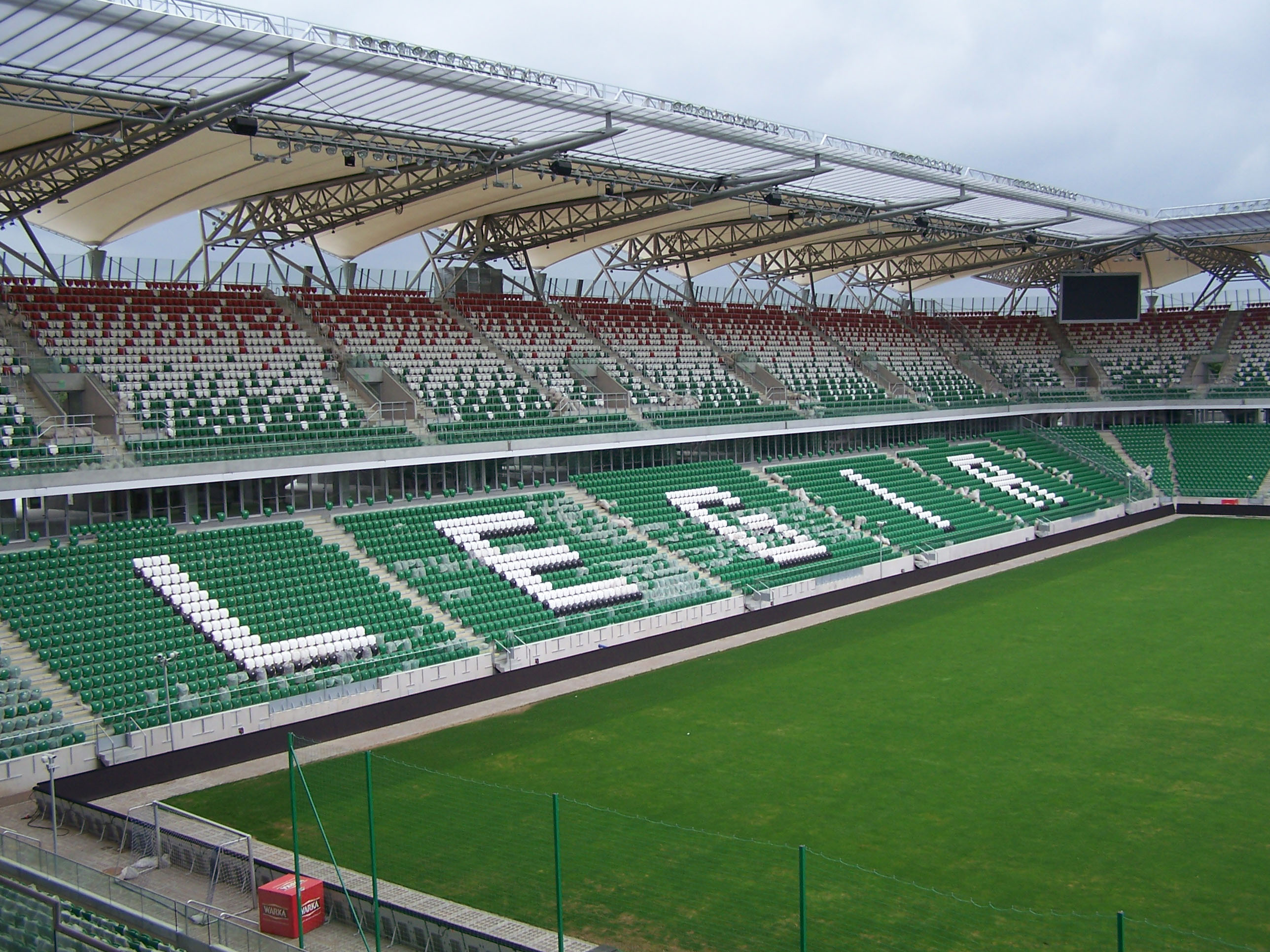
Polska Arméns Stadion, Kapacitet: 30 805

Belgien
- Vadis Odjidja-Ofoe

Finland
- Kasper Hämäläinen

Kina
- Dong Fangzhuo

Polen
- Artur Boruc
- Grzegorz Bronowicki
- Marcin Burkhardt
- Kazimierz Deyna
- Łukasz Fabiański
- Robert Gadocha
- Roger Guerreiro
- Marek Saganowski
- Wojciech Szczęsny
- Jan Tomaszewski
- Jakub Wawrzyniak
- Michał Żewłakow

Schweiz
- Aleksandar Prijović

Slovakien
- Ján Mucha

## Andra sektioner

### Volleyboll
Klubben herrlag har vunnit polska mästerskapet åtta gånger med framgångar fördelat på perioder under 1960- och 80-talen. Damlaget blev polska mästare 1960/1961.